# Chazeaux
Chazeaux ist eine Gemeinde mit 134 Einwohnern (Stand 1. Januar 2022) im französischen Département Ardèche. Die Einwohner nennen sich selbst Chazalis oder Chazalises.

## Geographie
Chazeaux liegt etwa zehn Kilometer nördlich von Largentière und rund fünf Kilometer westlich von Aubenas. Die Gemeinde ist Teil des Regionalen Naturparks Monts d’Ardèche.

## Bevölkerungsentwicklung
| Jahr                       | 1962 | 1968 | 1975 | 1982 | 1990 | 1999 | 2006 | 2016 |
| Einwohner                  | 172  | 166  | 114  | 124  | 86   | 103  | 104  | 134  |
| Quellen: Cassini und INSEE |      |      |      |      |      |      |      |      |